# Унсаин, Леонгино
Леонгино Унсаин Табоада (исп. Leongino Unzain Taboada; 16 мая 1925, Гуарамбаре — 13 марта 1990, Мадрид), в некоторых источниках его имя пишется, как Леонсино (исп. Leoncino), а в других фамилия записана, как Унсаим (исп. Unzaim) — парагвайский футболист, нападающий.

## Карьера
Леонгино Унсаин играл на родине за клубы «Серро Портеньо», «Насьональ» и «Олимпию». Тогда же он выступал за сборную Парагвая, за которую провёл 5 матчей, включая две встречи на чемпионате мира. После чемпионата мира парагваец переехал в Италию, став игроком клуба «Лацио». Его дебютной игрой стал матч 10 сентября против «Интера», который завершился вничью 3:3. Проведя сезон в клубе, Унсаин перешёл в клуб «Тулон». Нападающий играл за эту команду на протяжении 5 сезонов, проведя 85 матчей и забив 51 гол. Затем футболист перешёл в «Бордо» и занял 5 место в Дивизионе 2. Оттуда парагваец ушёл в «Безье», который вышел в Дивизион 1. За клуб футболист сыграл лишь в 8 матчах, забив 2 гола. Потом он играл в «Руане» и «Гренобле». Последним клубом Унсаина стал испанский «Райо Вальекано».